# 14-й фронт (Японія)
14-й фро́нт (яп. 【第十四方面軍】) — вище оперативно-стратегічне об'єднання збройних сил Японської імперії, фронт Імперської армії Японії в 1944–1945 роках. Брав участь у війні на Тихому океані (1941–1945) на території Філіппін.

## Дані
- Сформований: 28 липня 1944 року шляхом підвищення статусу 14-ї армії та її переформування.
- Кодова назва: Шьобу (【尚武】, «войовничий»)[1].
- Підпорядкування: Південна армія.
- Район бойових дій: Філіппіни.
- Штаб: Маніла, острів Лусон, Республіка Філіппіни.
- Місце останньої дислокації штабу: Маніла, острів Лусон, Республіка Філіппіни.
- Припинив існування: 15 серпня 1942 року після капітуляції Японії у Другій світовій війні.

## Бойові дії
- Війна на Тихому океані (1941–1945) як складова Другої світової війни.
Оборона Філіппінської Республіки від наступу США та їхніх союзників.

## Командування
Командири фронту:
1. генерал-лейтенант Курода Шіґенорі (8 липня 1944 — 26 вересня 1944)[2];
2. генерал Ямашіта Томоюкі (26 вересня 1944 — 15 серпня 1945)[2].

Голови штабу фронту:
1. генерал-майор Сакума Рьодзо (28 липня 1944 — 5 жовтня 1944)[2];
2. генерал-лейтенант Муто Акіра (5 жовтня 1944 — 15 серпня 1945)[2].

Віце-голови штабу фронту: 
1. генерал-майор Нішімура Тошіо (22 вересня 1944 — 30 грудня 1944)[2];
2. полковник Уцуномія Наотака (20 жовтня 1944 — 11 грудня 1944)[2];
3. генерал-майор Конума Харуо (11 грудня 1944 — 16 червня 1945)[2].

## Склад
1945 рік
- 35-а армія (Японія);
- 41-а армія (Японія);
- 1-а дивізія (Японія);
- 10-а дивізія (Японія);
- 19-а дивізія (Японія);
- 23-а дивізія (Японія);
- 103-я дивізія (Японія);
- 105-а дивізія (Японія);
- 2-а танкова дивізія (Японія);
- 1-а повітряно-десантна дивізія (Японія);
- 1-а повітряна дивізія (Японія);
- 68-а бригада;
- 55-а самостійна змішана бригада;
- 58-а самостійна змішана бригада;
- 2-й повітряний відділ зв'язку.